# 山精
山精是中国河北省传说的妖怪也叫做山鬼（さんき）

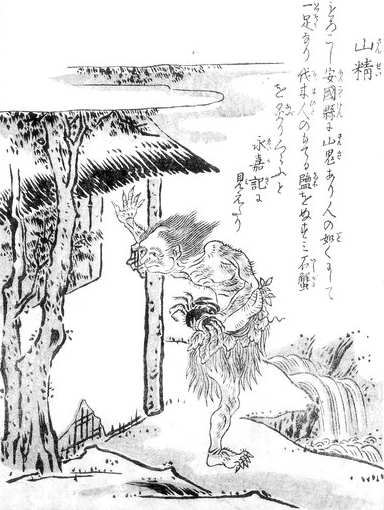
鳥山石燕『今昔画图续百鬼』的「山精」

在日本江户时代的书籍《和汉三才图会》中有中国文献引用的解说。据说在安国县(现在的中国安国市)有山精，身高1尺(《永嘉记》为3尺，(《玄中记》为4尺)，只有一只脚，脚后跟的方向前后相反(《抱朴子》也见画像)，会在山上工作从人那里偷盐，经常吃螃蟹和青蛙。会在夜里出现侵犯人，但如果叫“魃”这个名字，他们就不能侵犯人。另外，如果有人侵犯山精，他就会生病，或者家里失火。另外，在《和汉三才图会》中，“山精”这个词语还有标识是“一只脚的山鬼”。

## 日本的山精
在日本鸟山石燕的画集《今昔画图续百鬼》中，有描绘其会手拿螃蟹眺望山中小屋。解说文中有引用《和汉三才图会》记载的“古安国县有山鬼”的解说，并记载其会“偷盐”、“吃螃蟹”等特征。
在昭和、平成以后有关妖怪的文献里，据上述《今昔画图续百鬼》中对山精的描绘，也有以“日本妖怪”而非“中国妖怪”来介绍山精。会为了盐而出现在小木屋里，能控制山上的动物。

## 出处
《二郎神醉射锁魔镜》“忙差鬼怪唤山精,狐兔猿鹤都点名。
元杨维桢 《钱塘怀古》诗：“燐光夜附山精出，龙气秋随海雾消。”
南朝宋 刘敬叔 《异苑》卷三：“山精如人，一足，长三四尺，食山蟹，夜出昼藏。”唐中宗《石淙》诗：“水炫珠光遇泉客，巖悬石镜厌山精。”
清昭连 《啸亭续录·黄雅林》：“先恭王每以山精野狐目之，然平时未尝不嘉其忠告，交谊仍如故也。”
《抱朴子·登涉篇》：“山精形如小儿，独足向后，夜喜犯人，名曰魈。”
《淮南子·氾论训》“山出枭阳” 汉 高诱 注：“枭阳，山精也。人形，长大，面黑色，身有毛，足反踵，见人而笑。”
晋 葛洪 《抱朴子·至理》：“或有邪魅山精，侵犯人家。”

## 脚注・出典
1. ↑  寺島良安 著、島田勇雄他訳 編『和漢三才図会』 6巻、平凡社〈東洋文庫〉、1987年、154頁。ISBN 978-4-582-80466-9
2. ↑  『永嘉記』に見られる異名。
3. ↑  寺島良安 著、島田勇雄他訳 編『和漢三才図会』 6巻、平凡社〈東洋文庫〉、1987年、154頁。ISBN 978-4-582-80466-9
4. ↑  高田衛監修. 稲田篤信; 田中直日 , 编. . 国書刊行会. 1992: 111. ISBN 978-4-336-03386-4.
5. ↑  水木しげる 『決定版 日本妖怪大全 妖怪・あの世・神様』 講談社（講談社文庫）、2014年、335頁。ISBN 978-4-062-77602-8。
6. ↑  佐藤有文『日本妖怪図鑑』立風書房 1972年　66-67頁　山精（やませい）
7. ↑  中国美术史论集 王寿之 安徽文艺出版社 1986 年 p219

## 関連項目
- 中国妖怪列表
- 山𤢖有同样特征的妖怪